# Мунзар, Людек
Людек Мунзар (чеш. Luděk Munzar; 20 марта 1933 — 26 января 2019) — чешский актёр кино, театра и телевидения.

## Биография
Людек Мунзар родился в г. Нова-Вчельнице (район Йиндржихув-Градец в Южночешском крае). Актёрское образование получил в театральном факультете Академии музыкального искусства в музыкального искусства, которую окончил в 1956 году. Актёр театров в Млада-Болеславе («Городской театр») и Праге («Национальный театр»). Дебютировал в кино в 1956 году. Выступал на телевидении.
Был женат на народной артистке Чехословакии Яне Главачовой.

## Избранная фильмография
- 1956 — Далибор / Dalibor
- 1957 — Дедушка-автомобиль / Dědeček automobil
- 1958 — Год рождения 1921 / Ročník 21
- 1964 — Покушение / Atentát
- 1966 — Экипаж в Вену / Kočár do Vídně
- 1966 — Нагая пастушка / Nahá pastýrka
- 1968 — Вешние воды / Jarní vody
- 1969 — Шутка / Žert
- 1971 — Любви обманчивые игры / Hry lásky šálivé
- 1972 — Девушка Голем / Slečna Golem
- 1973 — Попутный ветер / Větrné moře (СССР, Чехословакия), эпизод
- 1975 — Палитра любви / Paleta lásky — Карел Пуркине, художник
- 1976 — Русалочка / Malá mořská víla
- 1976-1977 — Тридцать случаев майора Земана / Třicet případů majora Zemana
- 1981 — Эта минута, этот миг / Ta chvíle, ten okamžik — Бауман, шеф гестапо
- 1982 — Третий принц / Třetí princ
- 1999 — Ханеле / Hanele
- 2011 — Невинность / Nevinnost
- 2012 — Святая четвёрка / Svatá čtveřice